# Giuseppe Velati Bellini
Pour les articles homonymes, voir Bellini.
Giuseppe Velati Bellini (1867-1926) à Turin était un architecte Art nouveau italien.

## Œuvres
Giuseppe Velati Bellini a notamment réalisé :
- la Casa Fiorio, 1902, sise 17 via S. Francesco d'Assisi à Turin
- la Casa Rigat, 1902, 2, via Beaumont à Turin
- la Palazzina Lauro (padiglione Expo), 1902 (détruite)
- la Casa Florio, 1902, 15 via Cibrario à Turin
- la Casa Florio/Nizza, 1902, 17 Via San Francesco à Turin
- la Casa Foa-Levi, 1904, 11, Via Bezzecca à Turin
- la Casa Florio Racconigi, 1924, 12, Corso Racconigi à Turin